# Нозеан
Нозеан — минерал,  алюмосиликат натрия каркасного строения с дополнительным анионом [SO4]2-. Впервые был описан в 1815 году из Рейнской области (Германия). Был назван в честь немецкого минералога К. Нозе (1753-1835).

## Описание
Данный минерал содержит: Na2O – 27,3 %; SO3 – 14,1 %; Al2O3 – 26,9 %; SiO2 – 31,7 %.

## Распространение
Распространён в отложениях Лаахского озера (Германия), Альбанских гор (Италия), Канарских островов, а также на Таити и в Ла-Сале (Юта, США).